# Parker (film, 2013)
Parker (též Nelítostný Parker) je americký akční filmový thriller z roku 2013, který režíroval Taylor Hackford podle scénáře Johna J. McLaughlina. V hlavních rolích se představili Jason Statham a Jennifer Lopezová. Film je adaptací románu Flashfire, který pod pseudonymem Richard Stark napsal Donald E. Westlake. Děj se převážně odehrává v Palm Beach na Floridě a pro Hackforda znamenal odklon směrem k filmu noir, který zamýšlel jako svůj první v tomto žánru. Film byl natočen po Westlakeově smrti v roce 2008, kdy práva získal producent Les Alexander.
Premiéra proběhla 24. ledna 2013 v Las Vegas v Nevadě a o den později byl film uveden do kin ve Spojených státech. Dočkal se smíšeného přijetí – kritici ho označili za slabou adaptaci předlohy a typický příklad Stathamových průměrných akčních filmů předchozích let. Přesto byl herecký výkon Jasona Stathama chválen jako vhodný pro roli Parkera a Jennifer Lopezová získala uznání za komediální odlehčení. Film s rozpočtem 35 milionů celosvětově utržil 46 milionů dolarů.
Ve Spojených státech byl film vydán v březnu 2021 na Netflixu a o týden později se stal nejsledovanějším filmem této platformy.

## Děj
Parker je profesionální zloděj, kterého jeho mentor Hurley požádá, aby vedl loupež s novým týmem: Melanderem, Carlsonem, Rossem a Hardwickem. Během akce v Ohiu Hardwicke poruší plán a způsobí zbytečné oběti. Parker kvůli tomu odmítne účast na další loupeži. Poté, co požaduje svůj podíl, ho skupina napadne a zanechá zraněného u cesty. Parker však přežije, uteče z nemocnice a vydává se do Palm Beach, kde se parta skrývá.
Navzdory varování od Hurleyho, že se ho pokusí zastavit mafie, jejímž členem je Hardwickeho strýc Danzinger, Parker pokračuje v pomstě. V Palm Beach se vydává za texaského ropného magnáta a seznámí se s realitní makléřkou Leslie Rodgersovou, která je v těžké finanční situaci. Společně zjistí, že další loupež se chystá během aukce šperků.
Parker je napaden Danzingerovým nájemným vrahem, ale přežije a ukryje se u Leslie. Přes zranění plánuje odvetu. Melanderova parta provede loupež během aukce a prchá lodí. Po návratu do skrýše je tam čeká Parker – odzbrojil je a připravil past. Leslie je sice zajata, ale díky její odvaze a Parkerovým nástrahám jsou všichni zločinci zneškodněni. Parker jí svěří šperky k ukrytí a později jí pošle podíl. Zabije i Danzingera a finančně odmění farmáře, kteří mu na začátku pomohli.

## Obsazení
- Jason Statham jako Parker
- Jennifer Lopez jako Leslie Rodgersová
- Michael Chiklis jako Melander
- Wendell Pierce jako Carlson
- Clifton Collins Jr. jako Ross
- Bobby Cannavale jako Jake Fernandez
- Patti LuPone jako Ascension
- Carlos Carrasco jako orte
- Micah Hauptman jako August Hardwicke
- Emma Booth jako Claire
- Nick Nolte jako Hurley